# Clara Porset
Clara Porset, née le 25 mai 1895 à Matanzas et morte le 17 mai 1981 à Mexico, est une designeuse de meubles et d'intérieurs d'origine cubaine. Elle vit et travaille principalement au Mexique, où elle est considérée comme une pionnière dans la conception de meubles modernes inspirées des traditions locales du Mexique, son pays d'adoption. Elle est connue pour ses variations sur la butaque, une chaise basse et gracieuse, riche d'une longue histoire au Mexique.

## Biographie

### Jeunesse et formation
Clara Porset est née le 25 mai 1895 à Matanzas, dans une riche famille cubaine qui partage son temps entre Cuba et les États-Unis. Cela lui donne la possibilité d'étudier et de voyager à l'étranger, ce qui influencera ses créations. Elle étudie à New York, à la Manhattanville Academy, de 1911 à 1914, puis à l'École des beaux-arts de l'Université Columbia à partir de 1925 et à la New York School of Interior Decoration,,.
À la fin des années 1920, Clara Porset voyage en Europe, où elle rencontre les professeurs du Bauhaus Walter Gropius et Hannes Meyer, avec lesquels elle reste en contact pendant de nombreuses années. De 1928 à 1931, elle étudie l'architecture et le design de meubles dans l'atelier parisien du designer et architecte Henri Rapin, et suit des cours à l' École des Beaux-Arts, à la Sorbonne et au Louvre,.
Durant l'été 1934, elle se rend aux États-Unis pour étudier auprès d'anciens professeurs du Bauhaus, les artistes Josef et Anni Albers, au Black Mountain College, en Caroline du Nord

### Carrière dans le design
À son retour à Cuba en 1929, Clara Porset travaille comme designeuse et crée des meubles pour des résidences et des écoles. Durant cette période, elle donne aussi des conférences pour sensibiliser le public au design moderne et la nécessité d'adapter le design à la culture, au climat et aux traditions architecturales locales. Elle s'attache également à promouvoir le rôle du designer d'intérieur ou de mobilier qu'elle estime tout aussi important que celui de l'architecte,,. Dans une présentation qu'elle fait le 22 mai 1931 à l'Auditorium de La Havane  « La decoración interior contemporánea su adaptación al trópico » (La décoration intérieure contemporaine : son adaptation aux tropiques), elle se déclare opposée au terme « décoration intérieure » et demande de le remplacer par « design d'intérieur » car, selon elle, il n'y a rien de décoratif dans cette activité mais plutôt « une question de perfection des formes et de rapport des masses ».
Clara Porset est brièvement directrice artistique de l'Escuela Técnica para Mujeres (École technique pour femmes). Elle est membre du Parti communiste et s'implique dans les mouvements d'opposition au régime cubain. À cause de son engagement, elle perd son emploi et ses clients et doit quitter le pays en 1935 pour s'installer au Mexique où on lui propose une chaire d'histoire de l'art à l'Université autonome du Mexique. Au Mexique, elle se lie d'amitié avec Diego Rivera et Frida Kahlo et épouse le peintre muraliste Xavier Guerrero. Avec lui, elle rejoint un groupe de créateurs œuvrant à dessiner un Mexique moderne et postcolonial,,.

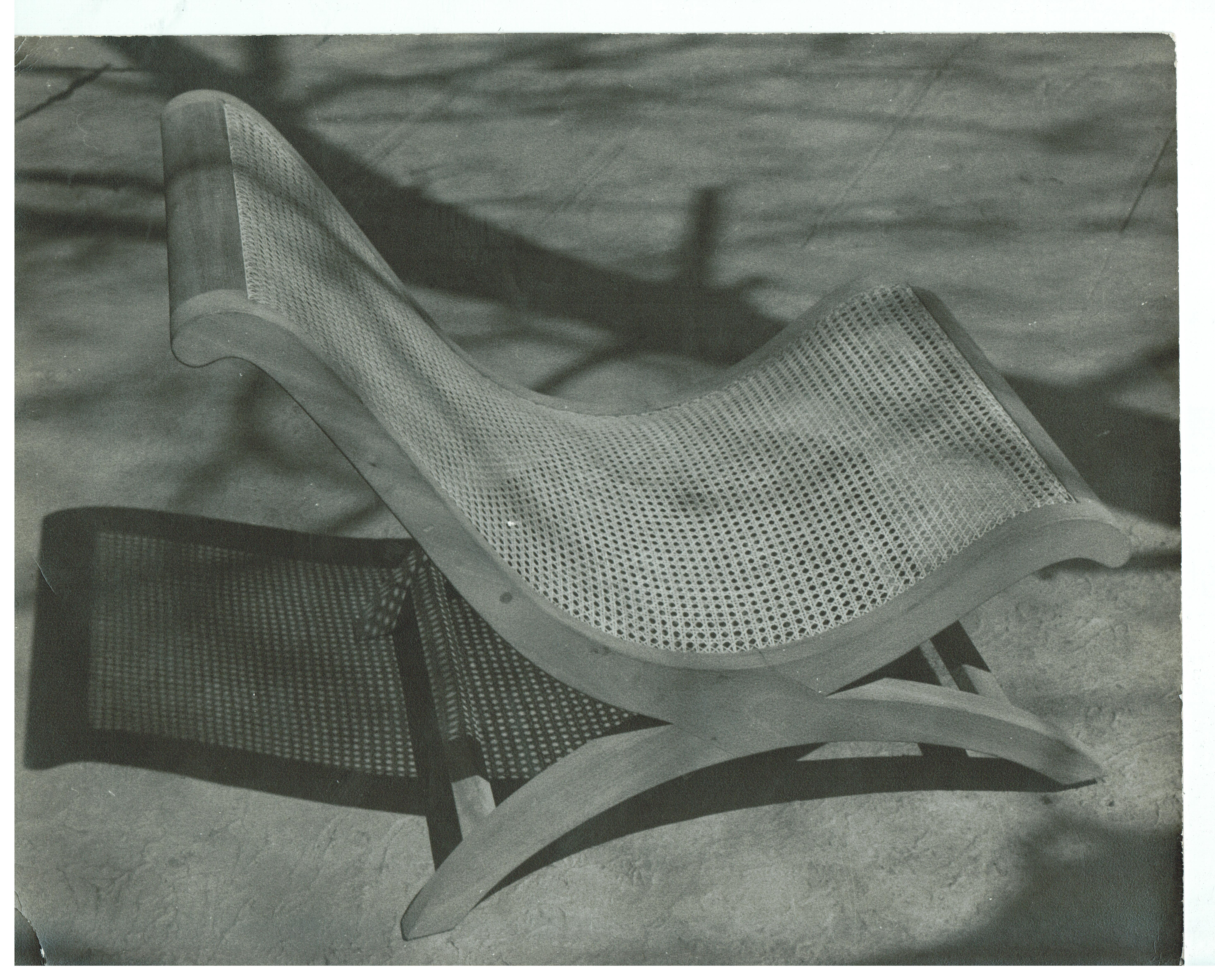
Version de la chaise Butaque de Clara Porset

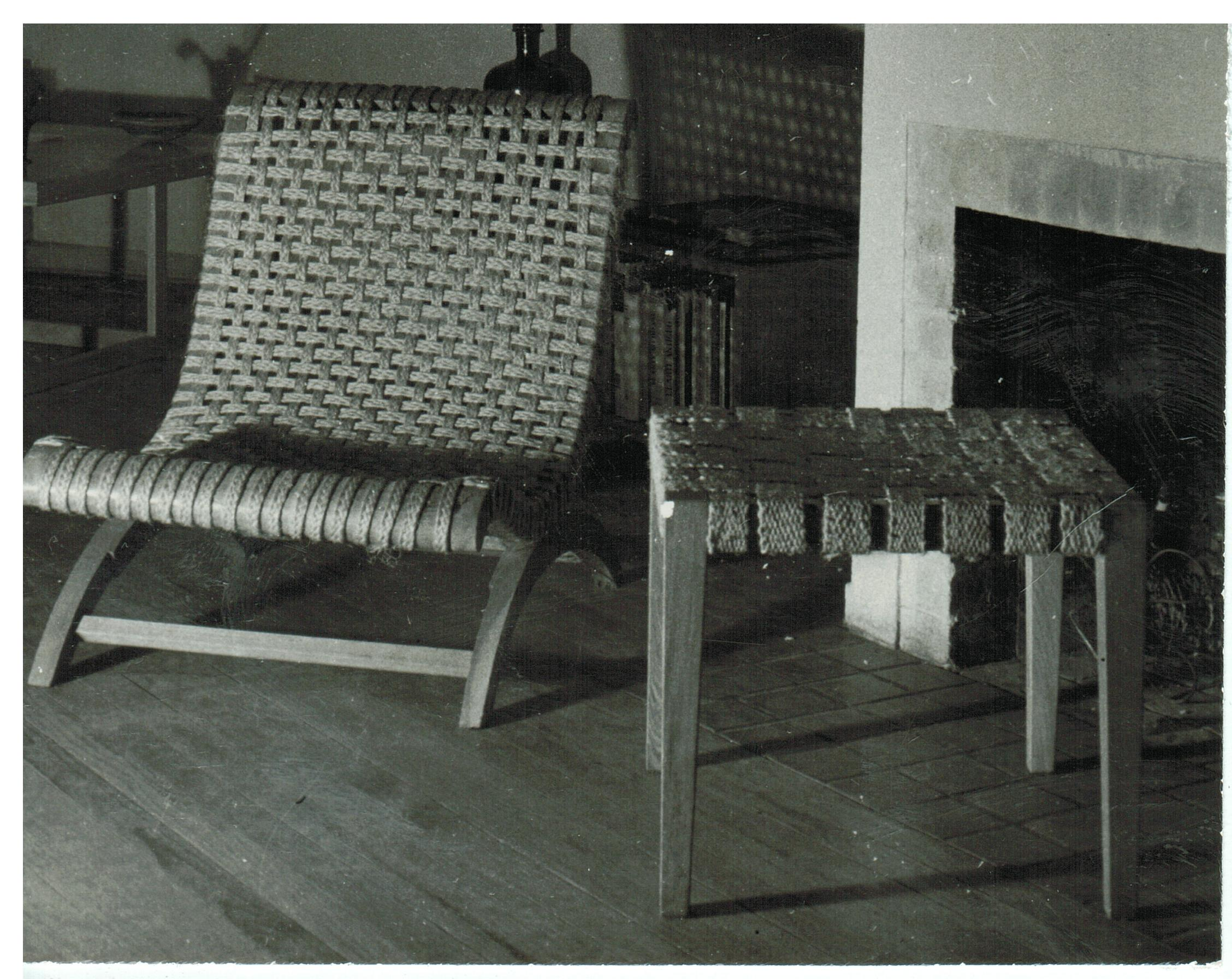
Chaise butaque et banc

Clara Porset considère l'aménagement intérieur comme un instrument d'égalisation des différences sociales et culturelles et de promotion de valeurs sociales et culturelles communes. Elle affirme que le design qui entoure un être humain dans son enfance influe son avenir. À l'âge adulte encore, l'environnement conserve son rôle essentiel. Elle cherche à combiner les matériaux et les techniques de construction mexicains indigènes avec une approche fonctionnaliste axée sur la simplicité du design et l'utilisation de techniques industrielles de production de masse à prix abordable. Ses matériaux de prédilection sont liés à la tradition mexicaine : tissage de palmiers et de tulle, agave, pin mexicain et cèdre rouge,. Clara Porset s'intéresse particulièrement aux meubles d'inspiration traditionnelle comme les sièges tissés. À partir de la chaise butaque yucateco (chaise yucatan), elle réalise le modèle Butaque adapté à l'esthétique et au mode de vie de son époque. Le modèle paraît très moderne mais s'inscrit en fait dans la plus pure tradition du mobilier mexicain,. De la même façon, ses chaises et canapés Totonaca sont inspirés d'une ancienne sculpture mésoaméricaine.
Les opinions politiques de Clara Porset l'attirent vers l'Union soviétique. Dans les années 1940, elle est directrice adjointe de la publication mensuelle de l'Asociación de Amigos de la URSS et, en 1955, participe à l'Assemblée mondiale pour la paix à Helsinki, puis se rend en Union soviétique, en Géorgie et en Chine, invitée par l'agence gouvernementale soviétique VOKS et l'Association chinoise pour l'amitié avec l'étranger.
En 1946, la société américaine de meubles Artek-Pascoe propose à Clara Porset une exposition dans ses locaux. Elle travaille avec Michael van Beuren, ancien professeur du Bausaus et propriétaire et designer de la marque Domus, à la production des meubles destinés à cette exposition, pour leur assurer la qualité exigées par l'entreprise américaine. En février 1947, l'exposition présente dans le magasin Artek-Pascoe un ensemble de cinq meubles conçus par Clara Porset pour un petit appartement.

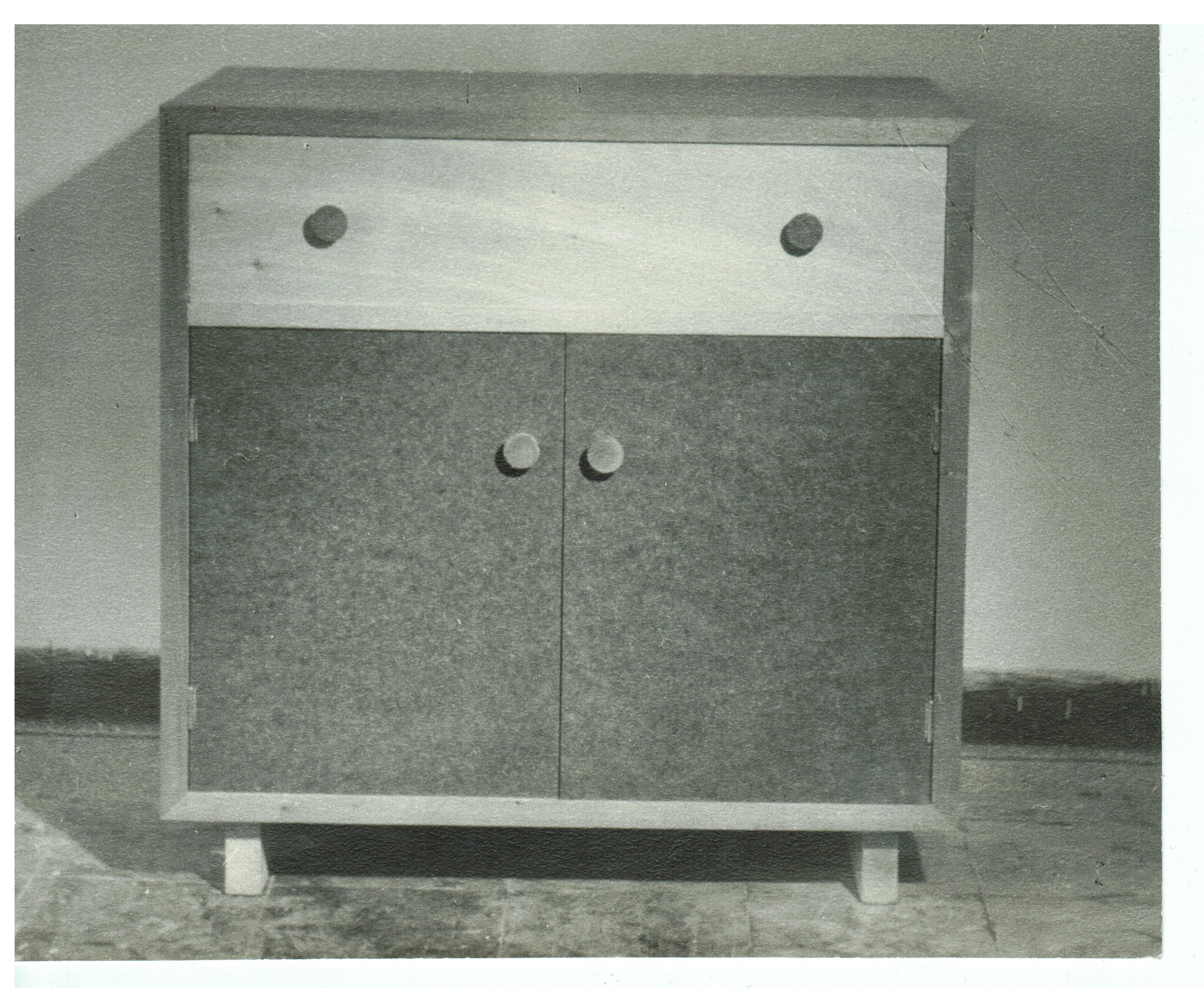
Meuble de rangement de Clara Porset utilisant la vannerie et le cèdre rouge. Le meuble est équipé d'étagères de rangement, ainsi que de tiroirs coulissants.

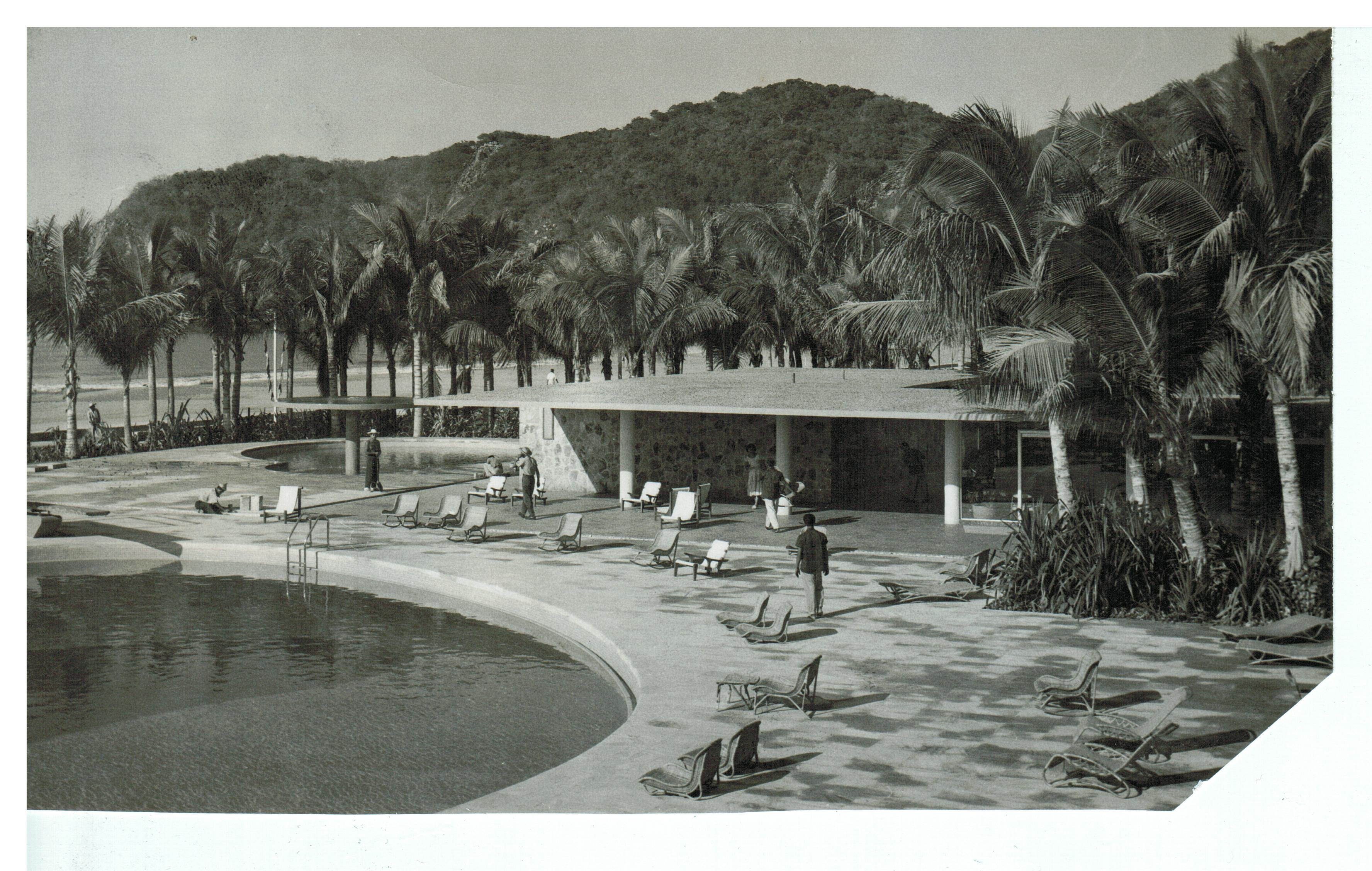
Mobilier d'extérieur créé par Clara Porset pour l’hôtel Pierre Marqués à Acapulco

Clara Porset développe son propre langage qui connaît un grand succès. Elle collabore  avec des architectes de renom tels que Enrique Yáñez (es) Juan Sordo Madaleno (es), ou Max Cetto (es) pour concevoir des meubles et des intérieurs pour des projets allant des logements sociaux aux hôtels et aux maisons privées. Luis Barragán lui confie la création du mobilier pour ses meilleures œuvres : la Casa Gálvez (1954-55) et sa maison-atelier personnelle à Tacubaya (1947). Mario Pani (es) fait appel à Clara Porset pour le mobilier et les intérieurs d'une unité d'habitation de 1080 appartements. Elle déclare « en concevant le meuble, j’ai toujours gardé pour objectif qu’il puisse être construit à un coût très bas, et j’ai cherché à le rendre aussi résistant, confortable et agréable à l’œil que possible, dans la mesure compatible avec le besoin et l’intention de lui donner un coût de fabrication réduit ». Le projet cependant ne rencontre pas le succès escompté « ..il a échoué pour les mêmes raisons que d'autres efforts similaires ont échoué en dehors du Mexique. Il n'était pas possible de forcer les locataires à acheter des meubles qui avaient été conçus de manière appropriée pour leur maison, et on n'a pas non plus pensé à les convaincre, correctement et raisonnablement, en les instruisant sur de nouvelles approches du design en général et, en bref, en leur fournissant une culture du logement. ». Elle conçoit aussi le mobilier et les intérieurs de lieux tels que le Cine París avec Juan Sordo Madaleno (es), le Churubusco Country Club, les bureaux de Chrysler à Mexico, l'hôtel Pierre Marqués hotel ainsi que l'hôtel Presidente à Acapulco avec Félix Candela,,.
Dans les années 1950, elle travaille avec Ruiz Galindo Industries (IRGSA), considéré comme le meilleur fabricant de meubles au Mexique, au développement d'une gamme de meubles pour des projets architecturaux dans tout le Mexique. Ses deux collections : la série E (mobilier de bureau en bois de qualité) et la série H (mobilier de bureau en métal) deviennent les meubles les plus populaires du pays en raison de leur qualité : design soigné, durabilité et coût relativement bas. Ils sont produits en série pendant de nombreuses années,.
En 1952, Clara Porset est curatrice de l'exposition Arte en la vida diaria: exposición de objetos de buen diseño hechos en México (L'art dans la vie quotidienne : une exposition d'objets bien conçus fabriqués au Mexique) à l'Institut national des beaux-arts (es) à Mexico). Elle présente à la fois des objets d'art, d'artisanat et des objets produits en série,.
Clara Porset retourne à Cuba après la révolution en 1959. Le ministre de l'industrie Che Guevarra lui confie la conception du mobilier de l'école Camilo Cienfuegos, la conception du mobilier de l'École nationale d'art, de l'École de danse moderne et de l'École d'arts plastiques de La Havane, construites par l'architecte Ricardo Porro (1961), et le mobilier du rectorat de l'Université de La Havane (1962). Elle réinterprète le design cubain traditionnel, principalement le style colonial du XIXe siècle pour l'adapter aux nouvelles réalités technologiques,,.

### L'enseignement
Clara Porset attache beaucoup d'importance à l'enseignement du design qu'elle conçoit comme un moteur du changement social. Après l'échec de son projet de fonder une école de design industriel à Cuba pour répondre aux objectifs de la Révolution en matière de logement, elle fonde une école de design industriel sur le campus de l'Université nationale autonome du Mexique. Elle concilie dès lors sa carrière de designer avec l'enseignement qu'elle poursuit jusqu'à sa mort à Mexico en 1981,.

### La presse
Clara Porset publie également des articles sur le design dans des revues architecturales et artistiques mexicaines telles qu'Arquitectura México et Espacios ou cubains comme Social,.

### Fin de vie et postérité
Clara Porset passe ses dernières années à Chimalistac, au Mexique . Vers la fin de sa carrière, elle lègue ses documents et sa collection au Département de design industriel de la Faculté d'architecture de l'Université nationale autonome du Mexique. Elle stipule que sa maison doit être vendue pour financer une bourse destinée à une étudiante en design du troisième cycle. Seules deux bourses sont attribuées en raison de la dévaluation du peso mexicain. La bourse est ensuite transformée en Prix du design Clara Porset dont l'objectif est de promouvoir, chez les étudiants et les professionnels, l'excellence dans la réalisation de projets de conception d'objets et de produits utiles, originaux et capables de satisfaire les nécessités de l'être humain.
La bibliothèque Clara Porset, construite autour de sa collection, est considérée aujourd'hui comme la meilleure bibliothèque de design du Mexique.

## Reconnaissance et honneurs

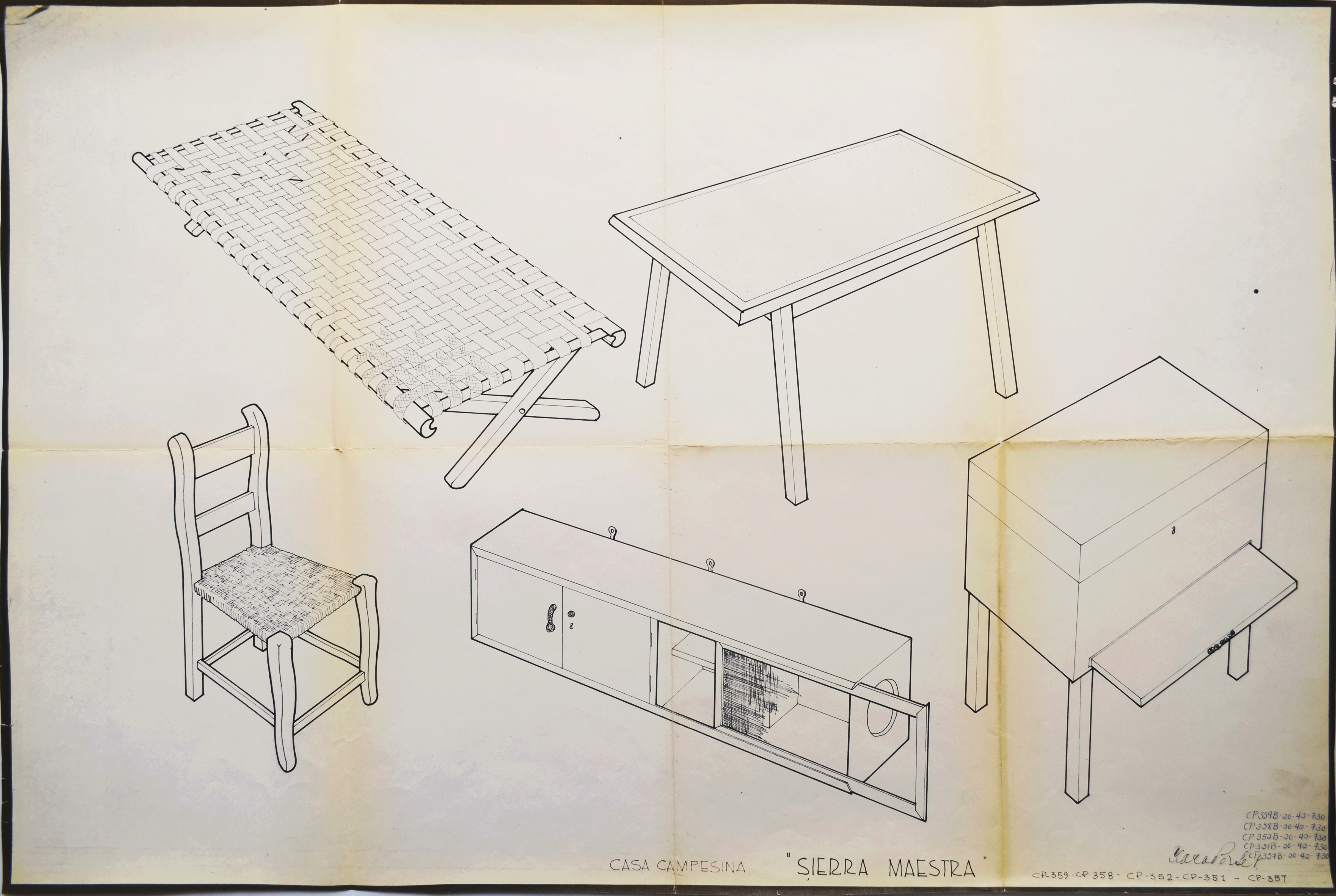
Projet de Clara Porset et Xavier Guerrero pour le concours Organic Design in Home Furnishings. Dessin de mobilier paysan

En 1940, Clara Porset obtient, avec Xavier Guerrero, un prix au concours Organic Design in Home Furnishings du Museum of Modern Art de New York. C'est la première fois que des designers latino-américains sont inclus dans l'appel à propositions du musée,.
En 1957, elle obtient la Médaille d'argent à la Triennale de Milan pour l'originalité et le design d'un ensemble de meubles dans un style épuré et organique, en bois d'Otate courbé et tissus artisanaux mexicains.
En 1971, elle obtient la médaille d'or de l'Instituto Nacional de Bellas Artes.
Clara Porset n'est pas tombée dans l'oubli après sa mort en 1981 mais les premières décennies du XXIe, la mettent particulièrement à l'honneur avec plusieurs publications et une exposition en 2006 : Creating a Modern Mexico. Elle est considérée par les historiens comme la pionnière du design industriel et d'intérieur au Mexique du XXe siècle. La Biennale du design de Cuba, en 2015, la remet en lumière dans son pays de naissance

## Expositions
- 1947 : Exposition au magasin Artek-Pascoe à New York[3].
- 1957 : Triennale de Milan. Clara Porset présente au concours une série de meubles d'extérieur développés pour l'hôtel Pierre Marqués d'Acapulco et fabriqués par Industrias Ruiz Galindo (Irgsa). Elle obtient la Médaille d'argent[3].
- 2006 : Creating a Modern Mexico , Museo Franz Mayer (es), Mexico[2]
- 2024-2025 : Here We Are! Women in Design 1900 – Today, Design Museum Brussels[10]